# 에밀리: 범죄의 유혹
《에밀리: 범죄의 유혹》(영어: Emily the Criminal)은 2022년 미국의 범죄 스릴러 영화이다. 오브리 플라자, 시오 로시, 메걸린 에치쿤워케, 지나 거숀이 출연하고 존 패튼 포드 감독이 연출했다.
2022년 1월 제38회 선댄스 영화제에서 초연되었고, 같은 해 8월 12일 미국 극장에 개봉되었다.

## 줄거리
에밀리 베네토는 학자금 대출과 폭행 전과 때문에 취업에 어려움을 겪는 젊은 여성이다.  그녀는 우연히 알게 된 동료를 통해 신용카드 사기 조직에 발을 들이게 되고, 조직의 일원인 유세프를 만나 가짜 신분증과 신용카드를 이용한 사기 행각에 가담한다. 처음에는 돈을 벌기 위해 시작했지만, 점차 범죄 세계에 깊숙이 빠져들면서 유세프와 가까워지고 로맨틱한 관계로 발전한다.  
에밀리는 사기 행각에 필요한 가짜 신용카드를 만드는 법을 배우고, 스스로 더 큰 역할을 맡으려 한다.  그러던 중 친구의 소개로 면접을 보지만, 무급 인턴이라는 사실에 분노하며 뛰쳐나온다.  이후 유세프의 사촌이자 파트너인 칼릴이 에밀리의 행각을 눈치채고, 유세프를 조직에서 내쫓는다. 유세프는 자신의 몫을 되찾기 위해 조직을 털기로 결심하고, 에밀리와 함께 칼릴의 은신처를 습격한다.
은신처에서 유세프는 칼릴에게 심각한 부상을 입고, 에밀리는 그를 제압한다.  둘은 돈을 챙겨 도망치려 하지만, 유세프의 차 키가 없어진 것을 알게 된다. 경찰이 다가오는 소리가 들리자 에밀리는 유세프를 버려두고 혼자 돈을 가지고 도망친다.  결국 에밀리의 아파트는 경찰에 의해 수색당하고, 그녀는 남미로 떠나 예술 활동을 이어간다. 이후 에밀리는 자신의 경험을 바탕으로 가짜 신용카드 사기 조직을 만들어 운영하며 이야기가 끝난다.

## 출연진
- 오브리 플라자 - 에밀리 베네토
- 시오 로시 - 유세프 하다드
- 메걸린 에치쿤워케 - 리즈
- 지나 거숀 - 앨리스
- 조너선 아비그도리 - 할릴 하다드
- 베르나르도 바디요 - 하비에르 산토스
- 존 빌링즐리 - 사무실 관리자
- 브렌던 스클레나 - 브렌트